# John Cavendish-Scott-Bentinck, 5. Duke of Portland

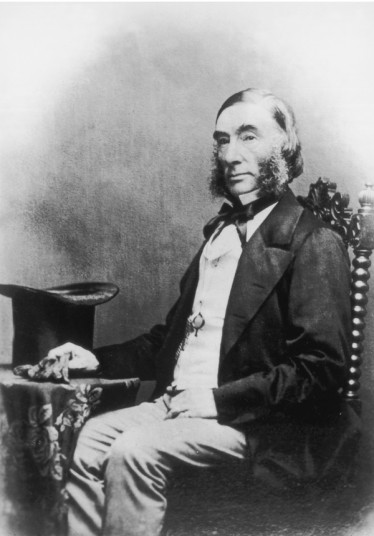
John Cavendish-Scott-Bentinck, 5. Duke of Portland

William John Cavendish Cavendish-Scott-Bentinck, 5. Duke of Portland (* 18. September 1800; † 6. Dezember 1879) war ein britischer Peer, der das Leben in Zurückgezogenheit bevorzugte. Er war als Exzentriker bekannt.

## Leben
Er war der zweitälteste Sohn von William Scott-Bentinck, 4. Duke of Portland, und dessen Frau Henrietta Scott. Sein Vater ergänzte den Familiennamen „Scott-Bentinck“ um 1801 zu „Cavendish-Scott-Bentinck“. Er wurde zu Hause unterrichtet und allgemein mit seinem zweiten Namen John genannt, da alle männlichen Mitglieder der Familie William hießen. Eine seiner Schwestern heiratete später Evelyn Denison, 1. Viscount Ossington.
1818 trat er als Ensign der Grenadier Guards in die britischen Armee ein und wurde im Juli zum Lieutenant befördert. Im November 1818 wechselte er als Cornet zu den 10th Hussars und 1821 wurde er Captain der 7th Hussars. 1823 wurde er Captain bei den 2nd Life Guards, war 1824 bis 1830 Captain bei den Royal West India Rangers und schied schließlich 1830 als Captain der Grenadier Guards aus dem Armeedienst aus.
1824 verstarb sein ältester Bruder William Henry, so dass er nunmehr als Heir apparent seines Vaters den Höflichkeitstitel Marquess of Titchfield führte. Er wurde im selben Jahr auf den Sitz im House of Commons für das Borough King’s Lynn gewählt, den sein Bruder bis dahin innegehabt hatte. Er gehörte der Partei der Tories an. Aufgrund seiner angeschlagenen Gesundheit verzichtete er bei der Unterhauswahl 1826 zugunsten seines Onkels Lord William Cavendish-Bentinck auf eine Kandidatur und schied aus dem Parlament aus. In den nächsten Jahren hielt er sich zeitweise auf dem Kontinent auf, wurde aber immer wieder von Gedächtnisverlust und Ischialgie geplagt.
Bevor er 1854 seinen Vater als 5. Duke of Portland beerbte und dadurch Mitglied des House of Lords wurde, war er nicht als Exzentriker aufgefallen. Von heute auf morgen wandte er sich von der Gesellschaft ab und versuchte, jeden menschlichen Kontakt zu meiden. 1857 zog er sich auf seinen Landsitz Welbeck Abbey in Nottinghamshire zurück und kommunizierte fortan nur noch schriftlich mit der Außenwelt. Seine Diener durften ihn nicht ansprechen und waren angewiesen, ihn nicht zur Kenntnis zu nehmen. Wenn er mit der Kutsche unterwegs war, hielt er sich bedeckt, so dass ihn niemand zu Gesicht bekam. In seinen letzten Lebensjahren verließ er seine Besitzungen nur noch nachts. 1879 starb er unverheiratet und kinderlos. Seine Adelstitel fielen an seinen Neffen zweiten Grades. Der Grund für sein seltsames Verhalten nach 1857 ist bis heute ungeklärt.